# 워리어 넌: 신의 뜻대로
《워리어 넌: 신의 뜻대로》(영어: Warrior Nun)는 넷플릭스에서 2020년 7월부터 2022년 11월까지 방영된 미국의 판타지 드라마이다.

## 출연진

### 주연
- 알바 바티스타 - 에이바 실바
- 토이아 터너 - 메리 수녀 / 샷건 메리
- 테클라 로이턴 - 질리언 살비우스
- 로레나 안드레아 - 릴리스 수녀
- 크리스티나 톤테리영 - 비어트리스 수녀
- 트리스탄 우요아 - 빈센트 신부

### 조연
- 올리비아 델칸 - 카밀라 수녀
- 조아킹 지 아우메이다 - 두레티 추기경
- 피터 드 저지 - 크리스티안 셰퍼
- 로프 헤이든 에번스 - 마이클 살비우스
- 실비아 데판티 - 수녀장
- 에밀리오 사크라야 - JC
- 메이 시몬 리프시츠 - 샤넬
- 드미트리 아볼드 - 랜들
- 샤를로테 베가 - 조리
- 기오마르 알론소 - 아레알라 데 고르두에
- 윌리엄 밀러 - 아드리엘

### 단역
- 멀리나 매슈스 - 섀넌 마스터스 수녀
- 알베르토 루아노 - 마테오

## 에피소드 목록
모든 에피소드는 2020년 7월 2일에 공개되었다.
| 회차 | 제목                                        | 감독                    | 각본                     | 분량 |
| ---- | ------------------------------------------- | ----------------------- | ------------------------ | ---- |
| 1    | "시편 46편 5절" "Psalms 46:5"               | 제트 윌킨슨             | 사이먼 배리              | 50분 |
| 2    | "잠언 31장 25절" "Proverbs 31:25"           | 제트 윌킨슨             | 테리 휴스 버턴           | 40분 |
| 3    | "에페소서 6장 11절" "Ephesians 6:11"        | 아그니에슈카 슈모친스카 | 에이미 버그              | 46분 |
| 4    | "집회서 26장 9~10절" "Ecclesiasticus 26:11" | 아그니에슈카 슈모친스카 | 데이비드 헤이터          | 44분 |
| 5    | "마태오복음 7장 13절" "Matthew 7:13"        | 세라 워커               | 맷 보잭                  | 45분 |
| 6    | "이사야서 30장 20~21절" "Isaiah 30:20-21"   | 세라 워커               | 에이미 버그              | 46분 |
| 7    | "에페소서 4장 22~24절" "Ephesians 4:22-24"  | 마티아스 헤른들         | 실라 윌슨, 수잰 카일리   | 39분 |
| 8    | "잠언 14장 1절" "Proverbs 14:1"             | 마티아스 헤른들         | 데이비드 헤이터, 맷 보잭 | 41분 |
| 9    | "코린토 2서 10장 4절" "2 Corinthians 10:4"  | 사이먼 배리             | 테리 휴스 버턴           | 37분 |
| 10   | "요한묵시록 2장 10절" "Revelation 2:10"     | 사이먼 배리             | 사이먼 배리              | 42분 |